# Verkiezingen in Oekraïne
In Oekraïne worden de president en het parlement via democratische verkiezingen gekozen door het volk.
De president wordt voor vijf jaar gekozen via enkelvoudig, direct kiesrecht. De Verchovna Rada (Hoogste Raad), het eenkamerparlement, bestaat uit 450 leden en wordt via enkelvoudig, direct kiesrecht gekozen. De kiesdrempel is 5%. Oekraïne kent een meerpartijenstelsel en het lukt een partij haast nooit om de meerderheid te behalen, daarom worden er bijna altijd coalitieregeringen gevormd.